# Foreign Affairs
Foreign Affairs es una revista estadounidense de relaciones internacionales, publicada bimestralmente por el Council on Foreign Relations (CFR).

## Historia
El Council on Foreign Relations es una organización privada fundada en Nueva York en 1921. Estaba originalmente compuesto por 75 miembros de antecedentes principalmente académicos. En su primer año, el Consejo buscó discurrir mayormente en reuniones en su centro de operaciones en Nueva York; sin embargo, los miembros del Consejo deseaban ampliar su público y en 1922 se inició la publicación de la revista Foreign Affairs. 
El Consejo nombró a Archibald Cary Coolidge, profesor de la Universidad Harvard, primer editor de la revista. Como Coolidge no deseaba mudarse de Boston a Nueva York, Hamilton Fish Armstrong, un exalumno de la Universidad de Princeton y corresponsal europeo del New York Evening Post (ahora conocido como New York Post), fue designado coeditor y enviado a Nueva York para que se encargara de las tareas rutinarias de publicación de la revista. Armstrong eligió el azul claro de la tapa e hizo que sus dos hijas, Margeret y Helen, diseñaran el logo (el hombre sobre el caballo en el extremo superior izquierdo - actualmente al medio) y el tipo de letra, respectivamente.

### Periodo de entreguerras
El artículo principal del primer número de Foreign Affairs fue escrito por el ex secretario de Estado de los Estados Unidos bajo la administración de Theodore Roosevelt, Elihu Root. En este artículo, Root escribió que los Estados Unidos se habían convertido en la potencia mundial, por lo que la población necesitaba estar mejor informada sobre los asuntos internacionales. John Foster Dulles, entonces un abogado de Nueva York que llegaría a ser Secretario de Estado durante el mandato de Dwight D. Eisenhower, también escribió un artículo en el número inicial de Foreign Affairs sobre las dificultades en torno a las reparaciones de guerra exigidas a Alemania tras la Primera Guerra Mundial.
Foreign Affairs publicó una serie de artículos en 1925 a cargo del prominente intelectual afroamericano William Edward Burghardt Du Bois. Du Bois, amigo personal de Armstrong, escribió mayormente sobre temas raciales e imperialismo. Aunque en sus inicios la publicación de la revista no tenía muchas autoras, a finales de la década de 1930 Dorothy Thompson, periodista estadounidense de la revista Time, contribuyó con artículos.

### Guerra Fría

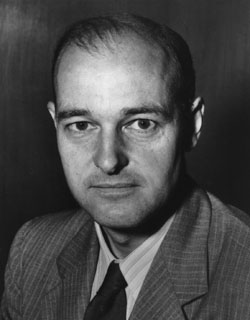
George F. Kennan publicó su doctrina de la contención en el número de julio de 1947 de Foreign Affairs.

La revista alcanzó su mayor apogeo tras la Segunda Guerra Mundial cuando la política exterior se convirtió en eje de la política de los Estados Unidos y los Estados Unidos se convirtieron en un actor poderoso en la escena mundial. Se publicaron varios artículos extremadamente importantes en Foreign Affairs, incluyendo los trabajos de George F. Kennan sobre su doctrina de la contención que sería la base de la política norteamericana durante la Guerra Fría.
Once diferentes Secretarios de Estado de los Estados Unidos han escrito ensayos en Foreign Affairs.

### Periodo posterior a la Guerra Fría
Desde el fin de la Guerra Fría y, especialmente, después de los atentados del 11 de septiembre de 2001, los lectores de la revista han aumentado considerablemente. Fue en Foreign Affairs que Samuel P. Huntington publicó su influyente artículo sobre el «choque de civilizaciones».
En el número de noviembre-diciembre de 2003 de Foreign Affairs, Kenneth Maxwell escribió una reseña del libro de Peter Kornbluh, The Pinochet File: A Declassified Dossier on Atrocity and Accountability, que levantó controversia sobre la relación de Henry Kissinger con el régimen del dictador chileno Augusto Pinochet y la Operación Cóndor. Maxwell sostuvo que miembros claves del Council on Foreign Relations, actuando en nombre de Kissinger, presionaron al editor de Foreign Affairs, James Hoge, para preferir en un posterior cambio la reseña de William D. Rogers, un personaje cercano a Kissinger, sobre la de Maxwell; esto iba en contra de las políticas de la revista.
La entonces líder de oposición y ex primera ministra ucraniana Yuliya Tymoshenko ocasionó un revuelo al publicar un artículo titulado "Containing Russia" en el número de mayo-junio de 2007 de Foreign Affairs, en el cual acusaba a la Rusia de Vladímir Putin de expansionismo e instaba al resto de Europa a oponérsele. El ministro de Asuntos Exteriores ruso Serguéi Lavrov escribió un artículo como respuesta, pero lo retiró aduciendo censura de la junta editorial de Foreign Affairs. El partido de Tymoshenko ganó las elecciones de 2007 y se convirtió nuevamente en primera ministra.
El editor general de Foreign Affairs inmediatamente anterior fue Fareed Zakaria, ahora editor de Newsweek International. El actual editor general es Gideon Rose, un experto en conflictos internacionales y el Medio Oriente.